# Wilhelm Traugott Krug
Pour les articles homonymes, voir Traugott et Krug.
Wilhelm Traugott Krug (1770-1842) fut un philosophe prussien.

## Biographie
Né à Radis, près de Wittemberg, il enseigna la philosophie successivement à Wittemberg, à Francfort-sur-l'Oder, à Kœnigsberg où il remplaça Kant, et enfin à Leipzig. Il s'enrôla en 1813 pour repousser l'invasion française, et combattit énergiquement dans ses écrits, après 1814, les excès du pouvoir absolu : il fut élu en 1833 député de l'Université de Leipzig à la Diète saxonne.
Parmi ses nombreux écrits, on remarque :
- Plan d'un nouvel Organon, 1801, où il annonce un système nouveau;
- Philosophie fondamentale, 1803, où il pose les bases de ce système;
- Philosophie théorique, 1806-1809, et Philosophie pratique, 1817-1819, ouvrages où il tire les conséquences des principes posés;
- Histoire de la philosophie ancienne, 1815;
- Dictionnaire des sciences philosophiques, 1827-1834.

Disciple de Kant, Krug tenta de compléter le criticisme et de le rapprocher du bon sens : il prétendait que ni l'idéalisme, ni le réalisme ne satisfont la raison, mais que l'un et l'autre se concilient par l'union originelle de l'être et du savoir dans la conscience : c'est ce qu'il nomme le synthétisme transcendantal. Il s'occupa aussi de questions théologiques : dans ses Lettres sur la perfectibilité des idées religieuses, il soutient la possibilité du progrès en matière de religion.
Il est enterré à l'ancien cimetière Saint-Jean de Leipzig.